# 奥奈西克里图斯
奥奈西克里图斯（英語：Onomacritus, Onomakritos），约活动于公元前6世纪后期。古希腊诗人与神谕编辑者。他凭借雅典人的身份在庇西斯特拉图斯的宫廷中活动，收集并编辑有穆萨埃乌斯的神谕。庇西斯特拉图斯垮台后，他来到苏萨，将对波斯人有益的神谕介绍给波斯国王。除编辑神谕外，他亦有不少诗歌作品。

## 扩展阅读
- Herodotus 7.6 （页面存档备份，存于）;
- Pausanias 1.22.7 （页面存档备份，存于）, 8.37.5 （页面存档备份，存于）
- Harpers Dictionary of Classical Antiquities, by Harry Thurston Peck. New York. Harper and Brothers, 1898.
- Prolegomena to the Study of Greek Religion, by Jane Ellen Harrison, Cambridge, 1903.